# Campionati mondiali juniores di sci nordico 2005
I campionati mondiali juniores di sci nordico 2005 si sono svolti dal 21 al 26 marzo 2005 a Rovaniemi, in Finlandia. Si sono disputate competizioni nelle diverse specialità dello sci nordico: combinata nordica, salto con gli sci e sci di fondo.
A contendersi i titoli di campioni mondiali juniores sono stati i ragazzi e le ragazze fino ai vent'anni (nati nel 1985 e più giovani).

## Risultati

### Uomini

#### Combinata nordica

##### Individuale 10 km
| Pos. | Atleta              | Nazione   | Tempo   |
| ---- | ------------------- | --------- | ------- |
| 1    | Petter Tande        | Norvegia  | 25:56,6 |
| 2    | Tino Edelmann       | Germania  | +57,4   |
| 3    | Anssi Koivuranta    | Finlandia | +1:18,2 |
| 4    | Florian Schillinger | Germania  | +1:30,1 |
| 5    | Janne Ryynänen      | Finlandia | +2:16,8 |
| 6    | David Zauner        | Austria   | +2:23,4 |
| 7    | Einar Uvsløkk       | Norvegia  | +2:26,5 |
| 8    | Jason Lamy-Chappuis | Francia   | +3:02,5 |
| 9    | Damjan Vtič         | Slovenia  | +3:13,6 |
| 10   | Tom Beetz           | Germania  | +3:18,2 |

22 marzo

Trampolino: Ounasvaara HS100

Fondo: 10 km

##### Sprint 5km
| Pos. | Atleta              | Nazione   | Tempo   |
| ---- | ------------------- | --------- | ------- |
| 1    | Petter Tande        | Norvegia  | 11:51,7 |
| 2    | Florian Schillinger | Germania  | +3,9    |
| 3    | Tino Edelmann       | Germania  | +5,8    |
| 4    | David Zauner        | Austria   | +12,0   |
| 5    | Anssi Koivuranta    | Finlandia | +34,0   |
| 6    | Jason Lamy-Chappuis | Francia   | +55,5   |
| 7    | Maxime Laheurte     | Francia   | +1:05,5 |
| 8    | François Braud      | Francia   | +1:05,2 |
| 9    | Steffen Tepel       | Germania  | +1:23,7 |
| 10   | Dejan Plevnik       | Slovenia  | +1:31,1 |

26 marzo

Trampolino: Ounasvaara HS100

Fondo: 5 km

##### Gara a squadre
| Pos. | Nazione     | Atleti                                                            | Punti |
| ---- | ----------- | ----------------------------------------------------------------- | ----- |
| 1    | Germania    | Steffen Tepel Tom Beetz Florian Schillinger Tino Edelmann         | 924,0 |
| 2    | Francia     | Maxime Boillot Maxime Laheurte François Braud Jason Lamy-Chappuis | 810,2 |
| 3    | Rep. Ceca   | Martin Skopek Petr Kutal Miroslav Dvořák Aleš Vodseďálek          | 731,8 |
| 4    | Slovenia    | Anže Obreza Dejan Plevnik Rok Rozman Damjan Vtič                  | 717,2 |
| 3    | Norvegia    | Petter Tande Einar Uvsløkk Thomas Kjelbotn Mikko Kokslien         | 711,2 |
| 6    | Austria     | Tobias Kammerlander Lukas Klapfer Benjamin Kreiner David Zauner   | 696,8 |
| 7    | Finlandia   | Antti Lehtinen Ville Tuppurainen Janne Ryynänen Anssi Koivuranta  | 679,6 |
| 8    | Giappone    | Akito Watabe Chota Hatakeyama Yūsuke Minato Kohei Takao           | 646,6 |
| 9    | Svizzera    | Tim Hug Matthias Lötscher Felix Kläsi Guido Landert               | 558,8 |
| 10   | Stati Uniti | Brett Camerota Eric Camerota Bryan Fletcher Davis Miller          | 547,3 |

24 marzo

Partenza in linea

Fondo: 4x5 km

Trampolino: Ounasvaara HS100

#### Salto con gli sci

##### Trampolino normale
| Pos. | Atleta              | Nazione     | Punti |
| ---- | ------------------- | ----------- | ----- |
| 1    | Joonas Ikonen       | Finlandia   | 252,0 |
| 2    | Arthur Pauli        | Austria     | 245,5 |
| 3    | Jurij Tepeš         | Slovenia    | 245,0 |
| 4    | Antonín Hájek       | Rep. Ceca   | 243,5 |
| 5    | Pëtr Čaadaeŭ        | Bielorussia | 234,5 |
| 6    | Taku Takeuchi       | Giappone    | 234,0 |
| 7    | Marc Krauspenhaar   | Germania    | 233,0 |
| 8    | Kamil Stoch         | Polonia     | 232,5 |
| 9    | Daniel Lackner      | Austria     | 230,5 |
| 10   | Sebastian Colloredo | Italia      | 228,5 |

25 marzo

Trampolino: Ounasvaara HS100

##### Gara a squadre
| Pos. | Nazione   | Atleti                                                                    | Punti |
| ---- | --------- | ------------------------------------------------------------------------- | ----- |
| 1    | Slovenia  | Mitja Mežnar Matevž Šparovec Jurij Tepeš Nejc Frank                       | 982,0 |
| 2    | Polonia   | Paweł Urbański Wojciech Topór Piotr Żyła Kamil Stoch                      | 978,0 |
| 3    | Finlandia | Anssi Koivuranta Jere Kykkänen Olli Pekkala Joonas Ikonen                 | 951,5 |
| 4    | Austria   | Joonas Ikonen Gregor Schlierenzauer Nicolas Fettner Arthur Pauli          | 948,5 |
| 5    | Rep. Ceca | Jiří Mazoch Roman Koudelka Martin Cikl Antonín Hájek                      | 887,0 |
| 6    | Norvegia  | Tom Hilde Børge Gellein Blikeng Andreas Stjernen Kim René Elverum Sorsell | 844,5 |
| 7    | Canada    | Dominik Bafia Graeme Gorham Stefan Read Gregory Baxter                    | 831,5 |
| 8    | Giappone  | Kenshirō Itō Yuta Funato Shōhei Tochimoto Taku Takeuchi                   | 804,5 |
| 9    | Germania  | Severin Freund Marc Krauspenhaar Erik Simon Andreas Wank                  | 373,5 |
| 10   | Italia    | Andrea Morassi Marco Carli Simone Morassi Sebastian Colloredo             | 358,5 |

23 marzo

Trampolino: Ounasvaara HS100

#### Sci di fondo

##### Sprint
| Pos. | Atleta               | Nazione   |
| ---- | -------------------- | --------- |
| 1    | Even Sletten         | Norvegia  |
| 2    | Petter Northug       | Norvegia  |
| 3    | Emil Jönsson         | Svezia    |
| 4    | Robin Bryntesson     | Svezia    |
| 5    | Matias Strandvall    | Finlandia |
| 6    | Nikolaj Morilov      | Russia    |
| 7    | Tom Brunner          | Germania  |
| 8    | Olli-Pekka Tolvanen  | Finlandia |
| 9    | Kalle Lassila        | Finlandia |
| 10   | Michail Devjat'jarov | Russia    |

23 marzo

Tecnica classica

##### 10 km
| Pos. | Atleta              | Nazione    | Tempo   |
| ---- | ------------------- | ---------- | ------- |
| 1    | Petter Northug      | Norvegia   | 23:06,1 |
| 2    | Keishin Yoshida     | Giappone   | 23:36,1 |
| 3    | Emil Hegle Svendsen | Norvegia   | 23:41,7 |
| 4    | Ronny André Hafsås  | Norvegia   | 23:55,7 |
| 5    | Nikolaj Chochrjakov | Russia     | 23:58,0 |
| 6    | Sergej Čerepanov    | Kazakistan | 24:05,3 |
| 7    | Masaya Kimura       | Giappone   | 24:06,0 |
| 7    | Maurice Manificat   | Francia    | 24:06,0 |
| 9    | Johannes Dürr       | Austria    | 24:06,8 |
| 10   | Egor Sorin          | Russia     | 24:08,5 |

25 marzo

Tecnica libera

##### Inseguimento
| Pos. | Atleta               | Nazione   | Tempo   |
| ---- | -------------------- | --------- | ------- |
| 1    | Petter Northug       | Norvegia  | 52:04,7 |
| 2    | Toni Närväinen       | Finlandia | 52:06,3 |
| 3    | Michail Devjat'jarov | Russia    | 52:10,5 |
| 4    | Aleš Razým           | Rep. Ceca | 52:13,7 |
| 5    | Martin Jakš          | Rep. Ceca | 52:25,8 |
| 6    | Keishin Yoshida      | Giappone  | 52:30,6 |
| 7    | Nikolaj Chochrjakov  | Russia    | 52:43,0 |
| 8    | Cyril Miranda        | Francia   | 52:51,5 |
| 9    | Stefan Seifert       | Germania  | 52:58,6 |
| 10   | Romain Vandel        | Francia   | 53:01,2 |

21 marzo

10 km tecnica classica - 10 km tecnica libera

##### Staffetta 4x5 km
| Pos. | Nazione     | Atleti                                                                        | Tempo     |
| ---- | ----------- | ----------------------------------------------------------------------------- | --------- |
| 1    | Russia      | Michail Devjat'jarov Il'ja Černousov Nikolaj Chochrjakov Egor Sorin           | 1:36:38,2 |
| 2    | Norvegia    | Kjell Christian Markset Petter Northug Ronny André Hafsås Emil Hegle Svendsen | 1:38:06,4 |
| 3    | Francia     | Romain Vandel Cyril Miranda Maurice Manificat Guilhem Alexandre               | 1:39:04,6 |
| 4    | Giappone    | Junichi igawa Keishin Yoshida Masaya Kimura Tsubasa Shimada                   | 1:39:22,6 |
| 5    | Svezia      | Marcus Hellner Lars Suther Mikael Ojala Robin Bryntesson                      | 1:39:28,9 |
| 6    | Italia      | Daniel Yeuilla Daniele Chioda Alan Martinelli Agostino Zortea                 | 1:39:36,8 |
| 7    | Estonia     | Algo Kärp Ats Uiboupin Vladislav Kostin Timo Simonlatser                      | 1:40:16,8 |
| 8    | Rep. Ceca   | Martin Jakš Václav Kupilík Ondřej Horyna Aleš Razým                           | 1:40:19,6 |
| 9    | Bielorussia | Serhej Kuz'menko Aleksandr Ionenkov Leanid Karnienka Dzmitryj Parfenau        | 1:40:33,0 |
| 10   | Finlandia   | Olli-Pekka Tolvanen Matti Kylmälä Lari Lehtonen Toni Närväinen                | 1:41:08,0 |

26 marzo

### Donne

#### Sci di fondo

##### Sprint
| Pos. | Atleta                     | Nazione   |
| ---- | -------------------------- | --------- |
| 1    | Kari Vikhagen Gjeitnes     | Norvegia  |
| 2    | Astrid Uhrenholdt Jacobsen | Norvegia  |
| 3    | Ida Ingemarsdotter         | Svezia    |
| 4    | Natal'ja Matveeva          | Russia    |
| 5    | Eva Nývltová               | Rep. Ceca |
| 6    | Piret Pormeister           | Estonia   |
| 7    | Ingrid Vikman              | Svezia    |
| 8    | Vesna Fabjan               | Slovenia  |
| 9    | Nina Rysina                | Russia    |
| 10   | Annika Löfström            | Svezia    |

23 marzo

Tecnica classica

##### 5 km
| Pos. | Atleta                     | Nazione  | Tempo   |
| ---- | -------------------------- | -------- | ------- |
| 1    | Natal'ja Il'ina            | Russia   | 14:24,8 |
| 2    | Julija Kolesničenko        | Russia   | 14:39,2 |
| 3    | Betty Ann Bjerkreim Nilsen | Norvegia | 14:39,8 |
| 4    | Evgenija Bazarnova         | Russia   | 14:41,0 |
| 5    | Sophie Fargeas             | Francia  | 14:57,7 |
| 6    | Marte Elden                | Norvegia | 15:00,0 |
| 7    | Ol'ga Tjagaj               | Russia   | 15:01,8 |
| 8    | Marit Liland Fredriksen    | Norvegia | 15:02,9 |
| 9    | Caroline Tangen            | Norvegia | 15:03,6 |
| 10   | Chie Maruyama              | Giappone | 15:20,6 |

25 marzo

Tecnica libera

##### Inseguimento
| Pos. | Atleta                     | Nazione   | Tempo   |
| ---- | -------------------------- | --------- | ------- |
| 1    | Marte Elden                | Norvegia  | 29:24,9 |
| 2    | Ol'ga Tjagaj               | Russia    | 29:29,4 |
| 3    | Betty Ann Bjerkreim Nilsen | Norvegia  | 29:43,9 |
| 4    | Evgenija Bazarnova         | Russia    | 29:46,6 |
| 5    | Marit Liland Fredriksen    | Norvegia  | 29:46,8 |
| 6    | Caroline Tangen            | Norvegia  | 30:17,2 |
| 7    | Lenka Munclingerová        | Rep. Ceca | 30:21,0 |
| 8    | Daniela Iellici            | Italia    | 30:36,9 |
| 9    | Julija Ivanova             | Russia    | 30:37,9 |
| 10   | Eva Nývltová               | Rep. Ceca | 30:38,9 |

21 marzo

5 km tecnica classica - 5 km tecnica libera

##### Staffetta 4x3,3 km
| Pos. | Nazione     | Atleti                                                                            | Tempo   |
| ---- | ----------- | --------------------------------------------------------------------------------- | ------- |
| 1    | Norvegia    | Astrid Uhrenholdt Jacobsen Caroline Tangen Betty Ann Bjerkreim Nilsen Marte Elden | 54:11,1 |
| 2    | Russia      | Ol'ga Tjagaj Julija Kolesničenko Natal'ja Il'ina Evgenija Bazarnova               | 54:28,3 |
| 3    | Rep. Ceca   | Eliška Hájková Martina Chrástková Lenka Munclingerová Eva Nývltová                | 55:30,3 |
| 4    | Ucraina     | Katerina Hrihorenko Maryja Loseva Zoja Obiuch Maryna Ancybor                      | 56:11,0 |
| 5    | Svezia      | Emma Lundbäck Annika Löfström Anna Haag Ida Ingemarsdotter                        | 56:45,5 |
| 6    | Germania    | Antje Dittrich Nadine Bachmann Marion Ruf Claudia Straube                         | 57:29,8 |
| 7    | Finlandia   | Sanna Soudunsaari Satu Pirttiniemi Silja Tarvonen Noora Virtanen                  | 57:32,1 |
| 8    | Italia      | Valentina Bachmann Daniela Iellici Martina Confortola Denise Dellagiacoma         | 57:48,1 |
| 9    | Bielorussia | Nastassja Dubarėzava Jana Chrakovič Aleksandra Knap Nadzeja Akunevič              | 58:00,7 |
| 10   | Slovacchia  | Katarína Garajová Daniela Kotschová Barbara Blažková Alexandra Janečková          | 58:11,7 |

26 marzo